# Royal Trophy 2010
De Royal Trophy van 2010 was de vierde editie van dit toermooi, waarbij een team van Europese spelers het opneemt tegen een team van Aziatische spelers. Het werd van 8 - 10 januari gespeeld, voor de vierde en laatste keer op de Amata Spring Country Club in Thailand.

## Teams
| Europa                     | Azië                           |
| -------------------------- | ------------------------------ |
|                            | Joe Ozaki, non-playing captain |
| Colin Montgomerie, captain | Gaganjeet Bhullar              |
| Simon Dyson                | Ryo Ishikawa                   |
| Søren Hansen               | Wen-Chong Liang                |
| Peter Hanson               | Koumei Oda                     |
| Robert Karlsson            | Prayad Marksaeng               |
| Pablo Martín               | Jeev Milkha Singh              |
| Alexander Norén            | Thongchai Jaidee               |
| Henrik Stenson             | Charlie Wi                     |

## Schedule
- 8 januari (vrijdag): 4 foursomes, Azië won met 2½ - 1½
- 9 januari (zaterdag): 4 fourballs, Europa won met 3 - 1
- 10 januari (zondag): 8 singles, beide teams wonnen 4 punten

Totaal: Europa won met 8½ - 7½